# Smithtown
Smithtown est une ville (town) américaine du comté de Suffolk, dans l'État de New York. Située sur la rive nord de Long Island, elle compte 117 801 habitants lors du recensement des États-Unis de 2010.
William Weld naît dans la ville en 1945.

## Personnalité née à Smithtown
- Kyle Palmieri, joueur de hockey sur glace des Islanders de New York.